# 오인숙
오인숙 사제는 대한 성공회의 수녀 출신 여성 사제이다. 신명(信名)은 카타리나이다.
한국 전쟁 때 부모를 잃고 수원의 성공회 보육원에서 자랐다. 1964년 서강대학교 영문학과를 졸업한 후 대한성공회 성가수녀원에 입회했다. 영국 버밍엄 샐리오크대학교와 연세대학교 연합신학대학원을 졸업했으며, 성공회 성가수녀원 원장 등을 역임했다. 현재 성공회대학교 영문학과 교수를 맡고 있다.
2007년 4월 29일 성공회 서울주교좌대성당에서 성공회 서울교구장인 박경조(프란시스) 주교의 서품예식 집전으로 오인숙은 성공회 사제로 임명되었다. 사제서품 당시 나이는 67세로 보도되었다. 여성 사제를 인정하지 않는 로마 가톨릭과 달리, 한국 성공회는 여성사제를 인정하기 때문에, 대한성공회 최초의 여성 사제인 부산교구의 민병옥(카타리나) 사제를 시작으로 2007년 기준으로 9명의 여성 사제가 사제 서품을 받았으며, 여성 부제들도 사목하고 있다.
불교 승려, 원불교 교무, 가톨릭과 성공회의 수녀 등 여러 종교의 여성 성직자들이 함께 구성한 모임 삼소회의 회원이다.

## 같이 보기
- 대한성공회 성가수도회

## 참고 자료
- 김회경 기자 (2007년 5월 3일). “수녀론 첫 사제 서품 오인숙 카타리나 수녀”. 한국일보. 2007년 10월 19일에 확인함.[깨진 링크(과거 내용 찾기)]
- 조연현 종교전문기자 (2007년 4월 27일). “오인숙 카타리나 수녀 사제된다 - 29일 수녀 출신 국내 첫 서품”. 한겨레신문. 2007년 10월 19일에 확인함.
- 서상희 (2007년 12월 24일). “"곳간 속에 있는 네 것, 상하기 전에 주어라"”. 오마이뉴스. 2022년 6월 24일에 확인함.